# المدرسة الأيكجية (بغداد)
المدرسة الأيكجية مدرسة تاريخية في بغداد يعود تأسيسها إلى عهد المغول. تُنسب إلى مخدوم شاه داية السلطان المُلقبة بـ «أيكجي». وكانت المدرسة ذات عمارة عظيمة. إلا أنها لم تعد موجودة اليوم.